# ماریان فون ورفکین
ماریان فون ورفکین (روسی: Мариа́нна Влади́мировна Верёвкина) نقاش روسی سوئیسی آلمانی سبک هیجان‌نمایی بود.

## نگارخانه

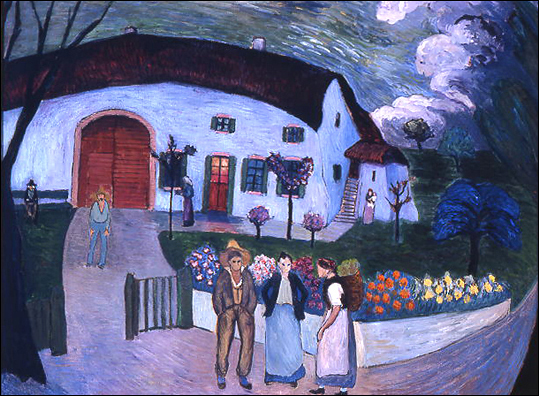
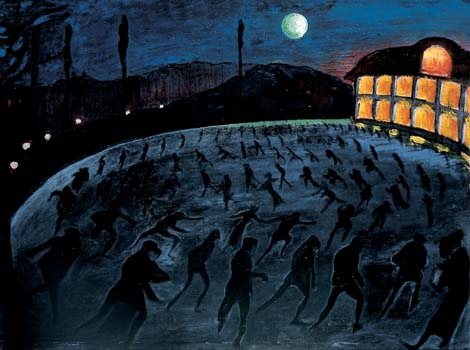
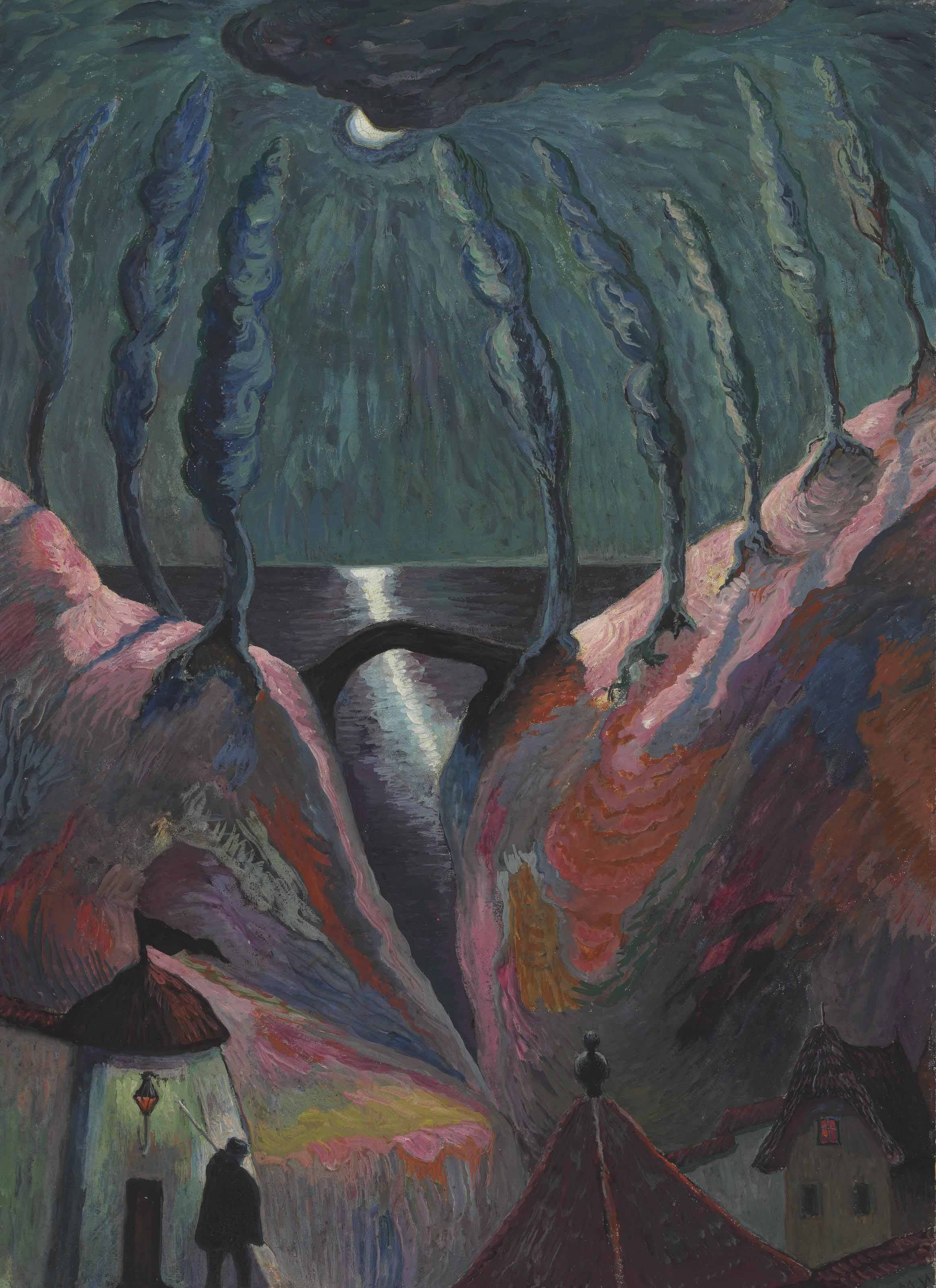
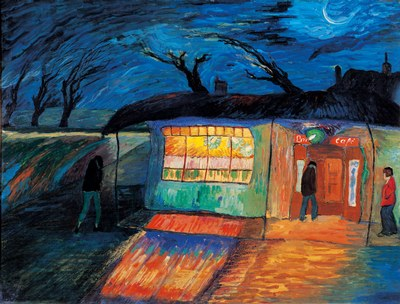
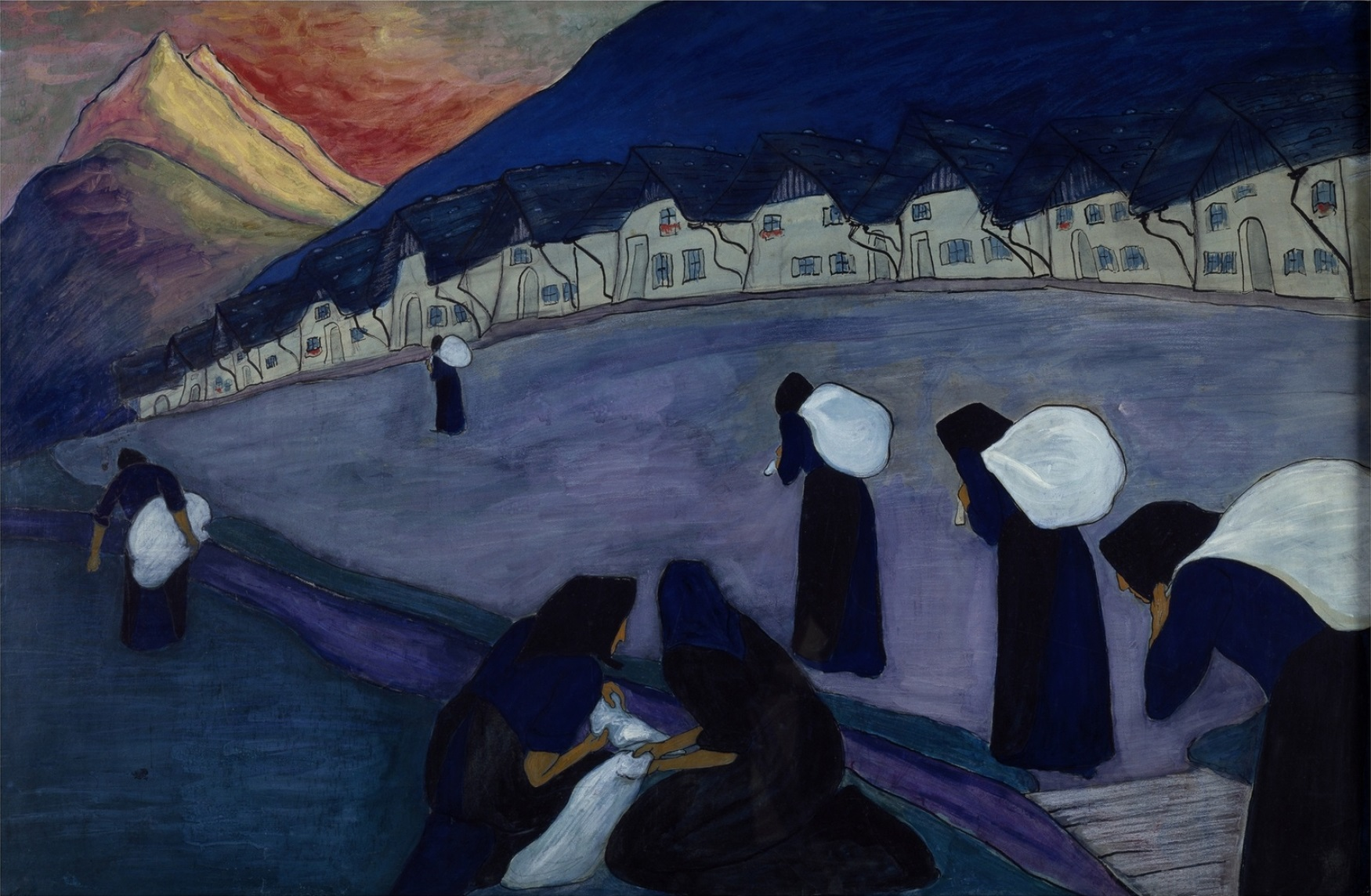